# Gerd-Michael Seeber
Gerd-Michael Seeber (* 29. Juli 1949 in Ilmenau) ist ein deutscher Politiker (CDU) und war von 1990 bis 2018 (Ober-)Bürgermeister der Stadt Ilmenau.

## Leben
Seeber wuchs in Oehrenstock auf. Nach Beendigung der Schule machte er eine Lehre zum Glasapparatebläser. Danach begann er 1969 Baustoffverfahrenstechnik an der Hochschule für Architektur- und Bauwesen in Weimar zu studieren. 1974 schloss er das Studium als Diplom-Ingenieur ab. Seeber arbeitete nun von 1974 bis 1989 in der technischen Glasindustrie als Sekundärrohstoffbeauftragter und Verantwortlicher für Materialökonomie.
1990 wurde er zum Bürgermeister der Stadt Ilmenau gewählt, seit 1994 trug er den Titel Oberbürgermeister. In den Jahren 1994, 2000, 2006 und 2012 erfolgte jeweils seine Wiederwahl. 2013 gehörte er zu den 17 Oberbürgermeistern in Deutschland, die seit mehr als 20 Jahren im Amt waren. Zu der Oberbürgermeister-Wahl am 21. Oktober 2018 trat er wegen Erreichens der Altersgrenze nicht mehr an.
Von 2019 bis 2024 war Seeber ehrenamtlicher Beigeordneter des Ilm-Kreises, 2024 wurde er zum Vorsitzenden des Kreistages gewählt.
Seit dem 6. Oktober 2021 ist Seeber Ehrenbürger der Stadt Ilmenau.
Seeber ist verheiratet und hat drei Kinder.